# لندیس (کارولینای شمالی)
لندیس (به انگلیسی: Landis) شهری در ایالت کارولینای شمالی کشور ایالات متحده آمریکا است که جمعیت آن در سرشماری سال ۲۰۱۰ میلادی، ۳٬۱۰۹ نفر بوده‌است.